# Femern Bælt
Femern Bælt este o arie protejată (arie specială de conservare — SAC, sit de importanță comunitară — SCI) din Danemarca întinsă pe o suprafață de 11.456 ha, integral marine.

## Localizare
Centrul sitului Femern Bælt este situat la coordonatele 0°N 0°E / 0°N 0°E.

## Înființare
Situl Femern Bælt a fost declarat sit de importanță comunitară în august 2009 pentru a proteja 1 specie de animale. Situl a fost protejat și ca arie specială de conservare în aprilie 2016.

## Biodiversitate
Situată în ecoregiunile continentală și marină baltică, aria protejată nu include niciun habitat protejat.
La baza desemnării sitului se află o specie protejată de  mamifere: marsuin (Phocoena phocoena).